# Brochiraja microspinifera
Brochiraja microspinifera är en rockeart som beskrevs av Last och McEachran 2006. Brochiraja microspinifera ingår i släktet Brochiraja och familjen egentliga rockor. IUCN kategoriserar arten globalt som otillräckligt studerad. Inga underarter finns listade.